# لوكهيد إكس إف-90
لوكهيد إكس إف-90 (XF-90) بنيت كاستجابة لطلب االقوات الجوية الأميركية لشراء طائرات مقاتلة قاذفة ومخترقة طويلة المدى مرافقة. تنافست شركة ماكدونيل على الطلب وانجت طائرة أكس أف-88 الفودو. تلقت الشركة عقدا لمدة سنتين لإنتاج الطائرة. وقد تم تطوير التصميم من قبل ويليس هوكينز و سكونك ووركس تحت إشراف كيلي جونسون. بسبب الصعوبات التنموية والسياسية، تأخرت الرحلة الأولى حتى 3 حزيران / يونيه 1949. لم تدخل الطائرة مرحلة الإنتاج لضعف أدائها.

## Specifications
الخصائص العامة
- طول: 38 قدم 1 بوصة (11.6 م)
- باع الجناح: 9 قدم 10 بوصة (3 م)
- ارتفاع: 6 قدم 11 بوصة (2.1 م)
- الوزن الإجمالي: 7,937 رطل (3,600 كـغ)
- محركات: 1 × Marquardt XRJ43-MA محرك نفاث تضاغطي (Sustainer)
- محركات: 2 × Thiokol XM45 (5KS50000) صاروخ ذو وقود صلبs, 50,000 رطلق (222 كـن) thrust  الواحد for 5s (Boosters)

أداء
- السرعة القصوى: Mach 4.3
- مدى: 113 nmi؛ 130 ميل (210 كـم)
- سقف الخدمة: 98,000 قدم (30,000 م)

## وصلات خارجية
- القوات الجوية الأمريكية المتحف: XF-90
- عملية بهلوان-النهاش: الذرية الانفجار الاختبار